# Хаттаське ханство
Хаттаське ханство — феодальна держава, що існувала на території Афганістану в XVI—XVIII століттях

## Історія
Князівство було утворено афганським (пуштунським) плем'ям хаттак (англ.  Khattak) у середині XVI століття на правому березі річки Інд, в районі злиття річок Кабул і Ландай і на території східного Кохата (територія сучасного Пакистану). Першим правителем був мелік Акор, правитель хаттаків. За дорученням Великого Могола Акбара мелік охороняв  караванні шляхи, військові загони Великих Моголів та їх обози, які проходили через князівство в Пешавар. Ним була заснована столиця князівства, місто Акора.
У XVII столітті в Акорі народився і пізніше правив Хушал-хан Хаттак (1613—1689), відомий афганський поет, який спробував шляхом повстання звільнитися з-під влади Могольської імперії, але повстання зазнало невдачі. У 1739 році князівство підпадає під владу Надір-шаха Афшар, а в кінці 1747 року князівство ввійшло до складу афганської Дурранійської імперії.

## Правителі
Династія Хаттаки (1586—1730). Південно-Східний Афганістан. Столиця — Акора. Васали Моголів.
- Малік Чинджо (бл. 1560—1580).
- Малік Акор, син (бл. 1580—1610, хан з 1586).
- Йахйа-хан, син (бл. 1610—1630).
- Шахбаз-хан, син (бл. 1630—1641).
- Хушаль-хан Хаттак (1641—1676, розум. 1690).
- Ашраф-хан, син (1676—1683, розум. 1694).
- Бахрам-хан, брат (пре. 1676—1686).
- Афзал-хан, син (1683—1710).
- син (бл. 1710—1730).
- 1730 — завоювання Моголами[4].